# Vivek Shraya

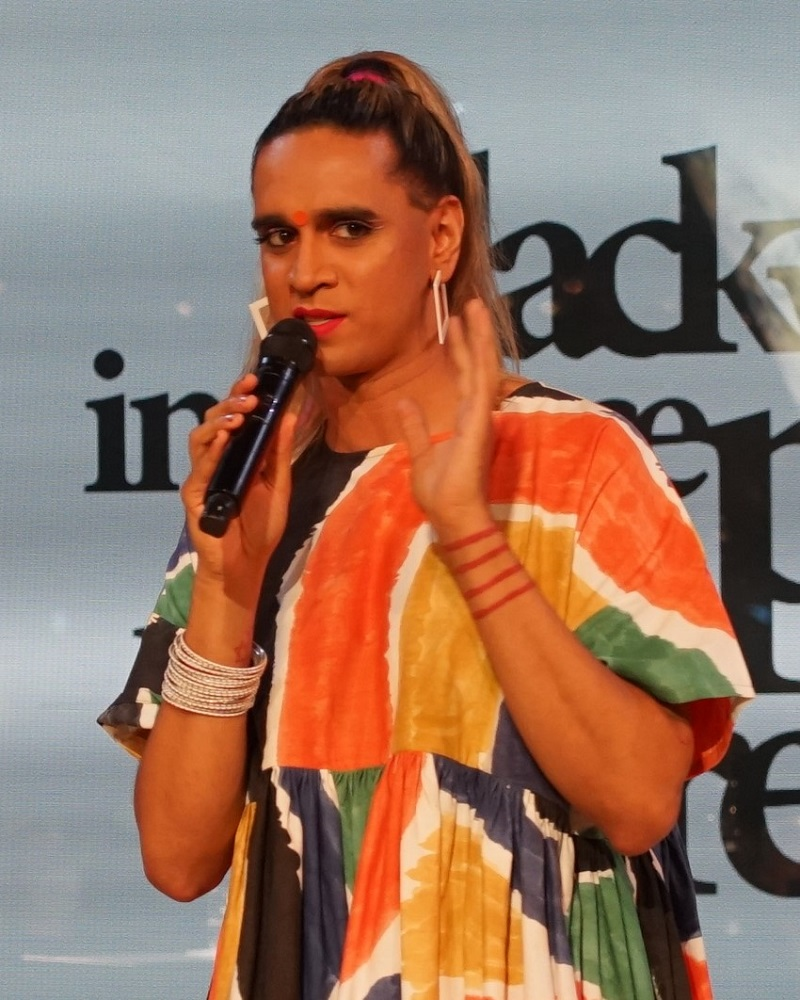
Vivek Shraya (2021)

Vivek Shraya (geboren am 15. Februar 1981 in Edmonton, Kanada) ist eine kanadische multidisziplinäre Künstlerin. Sie ist Musikerin, Schriftstellerin, Hochschullehrerin der University of Calgary und führte Regie bei fünf Kurzfilmen.

## Leben
Vivek Shraya hat einen Masterabschluss in Gender und Feministischen Studien der York University in Toronto. Als Musikerin ist sie seit 2002 tätig. Mit ihrem Bruder Shamik Bilgi bildete sie die Band Too Attached und nahm 2005 und 2018 zwei Alben auf. Shrayas Album Part Time Woman wurde für den Polaris Music Prize nominiert. Sie führt seit 2010 Regie und schrieb das Drehbuch für fünf Kurzfilme. In der Episode Transformers der TV-Dokumentation Articulate with Jim Cotter drehte sie mit Daniel Barenboim.
Shraya veröffentlicht seit 2010 Bücher und ist siebenfache Finalistin des Lambda Literary Awards. Ihr erstes Sachbuch I’m Afraid of Men, „einem Manifest ähnlich“, spricht Frauenfeindlichkeit, Homophobie und Transphobie direkt an. Es stand 2018 zehn Wochen lang auf der Liste der Top-Bestseller. Vanity Fair bezeichnete es als „kulturellen Raketentreibstoff“. Chatelaine, eine der größten Zeitschriften Kanadas, zählte Shraya 2018 zu den 52 „Frauen des Jahres 2018“. Der Roman The Subtweet kam 2020 auf die Shortlist des Stonewall Book Awards.
Als Assistenzprofessorin unterrichtet Shraya seit Dezember 2017 kreatives Schreiben an der University of Calgary.
Shraya outete sich im Februar 2016 als Trans-Frau und bezeichnete sich im Mai des Jahres als „Künstlerin, südasiatisch, trans, Femme und bisexuell“. Sie ist Direktorin der Tegan and Sara Foundation, die sich für „wirtschaftliche Gerechtigkeit, Gesundheit und die Vertretung von LGBTQ-Mädchen und -Frauen“ einsetzt. Shraya war Grand Marshal der „Pride Toronto“ und Mitbegründerin des Verlags VS.Books der aufstrebende BIPoC-Autoren unterstützt. Als „Markenbotschafterin“ machte sie Werbung für Kosmetikunternehmen.

## Auszeichnungen
- 2021: Preis der Jury des Tampa International Gay and Lesbian Film Festival für Reviving the Roost in der Kategorie „Beste Animation“

## Diskografie
Alben:
- 2002: Samsara: The Sketches
- 2003: THROAT EP
- 2005: A Composite of Straight Lines
- 2007: If We’re Not Talking
- 2009: Keys & Machines
- 2017: Part Time Woman

Singles:
- 2008: If We're Not Talking

Mitwirkung:
Too Attached mit Shamik Bilgi:
- 2015: Bronze
- 2018: Angry

mit Sara:
- 2008: Your Name

## Bücher
- 2010: God Loves Hair (Kurzgeschichten)
- 2014: She of the Mountains (Roman)
- 2016: even this page is white (Gedichte)
- 2016: The Boy & the Bindi (Kinderbuch)
- 2018: I’m Afraid of Men (Sachbuch)
- 2019: Death Threat (Comic)
- 2020: The Subtweet (Roman)

## Filmografie (Auswahl)
Regie und Drehbuch:
- 2010: Seeking Single White Male
- 2016: Trisha
- 2019: Reviving the Roost

Schauspielerin:
- 2019: Articulate with Jim Cotter, Episode Transformers (TV-Dokumentation)

## Bühnenprogramm
- 2020: How to Fail as a Popstar (TV-Adaption 2021/22)